# 梶原真理子
梶原 真理子（かじわら まりこ、1965年10月6日 - ）は、日本の元グラビアアイドル、レースクイーン、女優。本名同じ。血液型はO型。身長161cm、B82cm、W56cm、H85cm。生年月日については1966年9月25日生まれ、1965年3月10日生まれ と記されていた媒体もある。

## 経歴
高校の学園祭の時、『週刊ヤングジャンプ』（集英社）のスタッフにスカウトされ、雑誌のモデルとしてデビューし、多くのCMにも起用される。
芸能活動を続けながら戸板女子短期大学へ通い美術を学び、1984年、『おもしろ流行通信』（TBS）に野村誠一のモデルとして出演し人気が出る。
1985年から1987年まで11PMの『TIME GANG』と『カバー・ガール』のコーナーへの出演などを経て、『オールナイトフジ』（フジテレビ）では1988年10月から1989年8月までメイン司会を務めた。その後は女優業にも進出。1993年を境に芸能活動を引退。
特技はエレクトーン、書道初段。

## 出演作品

### テレビドラマ
- 瑠璃彩夢物語（1987年4月7日 - 9月29日、日本テレビ） - 梶原様 役
- 連続テレビ小説「青春家族」（1989年4月3日 - 1989年9月30日、NHK）
- 水曜グランドロマン「九時まで待って」（1989年11月1日、日本テレビ）
- ドラマチック22（TBS）
  - 「恋の街東京」（1989年11月18日）
  - 「お交際(つきあい)したい!ちょっと待った!」（1989年12月2日）
  - 「ミニパトより愛をこめて」（1990年2月24日） 
    - 「ミニパトより愛をこめて3」（1991年1月12日）

  - 「なかよし」（1990年3月3日）
  - 「超人刑事シュワッチ」（1990年3月31日） - リサ 役
  - 「ゴーゴー!バカ大将」（1990年6月2日）
  - 「東京まゆつばCITY」（1990年7月14日）
  - 「究極の誘惑 先生!ボクをお嫁さんにして???」（1990年10月13日）
- 木曜ゴールデンドラマ「500回記念特別企画・どんでん家族」（1990年1月11日、読売テレビ）
- 東芝日曜劇場 第1731回「切ないOLのために」（1990年4月15日、中部日本放送）
- 土曜ワイド劇場「八月の消えた花嫁 トロピカルツアー男女10人に二重の殺意が…」（1991年7月27日、テレビ朝日）
- 世にも奇妙な物語 第2シリーズ「19XX」（1991年8月8日、フジテレビ） - 主演・日高さゆり 役
- セールスレディは何を見た 最終話（1993年6月24日、テレビ朝日） 「梶原まり子」名義で出演

### オリジナルビデオ
- ストロベリータイムス2 サンタが恋しにやってきた（1989年、バンダイビジュアル）
- 平成恋愛大図鑑 日本一パンツを脱がない男（1991年、バンダイビジュアル）

### バラエティ番組
- おもしろ流行通信（TBS）
- 11PM（日本テレビ）
- オールナイトフジ（フジテレビ） - 司会

### イメージビデオ
- naughty lady（1989年、スコラ）
- 裏切り CHEATER（1990年、パワースポーツ）
- PEACH NECTAR（1990年、オリーブ）
- ファンタスティックに誘惑（1991年、パワースポーツ）
- 美少女シリーズ PART1 女ともだち 梶原真理子vs村上雅子（クリスタル映像）
- ターゲット（パワースポーツ）他、栗原景子、庄司京子

### CM
- ライオン オクト シャンプー
- 武田薬品 ハイシー
- コカ・コーラ
- 富士急ハイランド
- ミノルタ オートフォーカス テレ
- ホテルオークラ
- NEC カレンダー
- カナダドライ カレンダー[4]
- ロッテガム
- バンダイ
- 明治ミルクチョコレート

## 写真集・雑誌
- デラべっぴん No.1（創刊号 1985年12月号、英知出版）
- MARIKO（1988年、ワニブックス）
- Indian Summer（1989年、近代映画社）
- フレッシュスコラ7 梶原真理子（1989年、スコラ）